# Traité hispano-marocain de 1767
 (octobre 2021).
Le traité de paix hispano-marocain de 1767 est un traité signé entre l'Empire espagnol et l'Empire chérifien à Marrakech le 28 mai 1767. 
Par ce traité, le souverain du Maroc laisse l'établissement des Espagnols libres au sud de l'Oued Noun, déclarant de ne pas en posséder la souveraineté au delà et sur la côte qui correspond au territoire du Sahara occidental actuel. 
Dans une disposition de ce traité réitérée en 1799, l'Empire chérifien décline toute responsabilité à propos des naufrages au sud de l'oued Noun, « dont S.M Marocaine ne possède pas la souveraineté  ». 
Selon Robert Rézette, les affirmations données dans ce texte comme émanant du souverain chérifien n'ont aucune valeur, ayant de toute évidence été rédigées unilatéralement par les Espagnols et mal comprises par leurs interlocuteurs. Cette controverse se retrouve dans l'avis de la Cour internationale de Justice de 1975 à propos du Sahara Occidental qui fait état d'une différence d'appréciation du traité entre Espagne et Maroc, fondé sur des différences de version en espagnol et en arabe  : 

« L'Espagne  conteste  également  le  sens  attribué  par  le  Maroc  aux  mots 
cruciaux figurant dans le texte arabe et soutient que le sens qui se dégage du 
texte espagnol est confirmé par des lettres de la même époque adressées par le 
Sultan au roi Charles III, ainsi que par d'autres documents diplomatiques et 
par un traité hispano-marocain de 1799. Il convient de noter en passant que le 
Maroc conteste à son tour la signification donnée par l'Espagne  à certains 
termes figurant dans les textes arabes des lettres du Sultan et du traité de 1767 »

## Référence
1. 1 2  Robert Rézette, Le Sahara occidental et les frontières marocaines, Nouvelles Editions Latines, 1975 (lire en ligne).
2. ↑  Comité central français pour l'outre-mer, Communautés et continents, 1961 (lire en ligne), p. 9-10
3. ↑  Henry Marchat, « La frontière saharienne du Maroc », Politique étrangère, vol. 22, no 6,‎ 1957, p. 637–657 (ISSN 0032-342X, DOI 10.3406/polit.1957.2463, lire en ligne, consulté le 26 octobre 2021)
4. ↑  Cour internationale de Justice, « Sahara Occidental : Avis consultatif », Recueil des avis consultatifs, arrêts et ordonnances,‎ 1975 (lire en ligne)